# Cantonul Saint-Nicolas-de-Port
Cantonul Saint-Nicolas-de-Port este un canton din arondismentul Nancy, departamentul Meurthe-et-Moselle, regiunea Lorena, Franța.

## Comune
| Comune                 | Populație (1999) | Cod poștal | Cod INSEE |
| ---------------------- | ---------------- | ---------- | --------- |
| Azelot                 | 360              | 54210      | 54037     |
| Burthecourt-aux-Chênes | 101              | 54210      | 54108     |
| Coyviller              | 130              | 54210      | 54141     |
| Dombasle-sur-Meurthe   | 8 950            | 54110      | 54159     |
| Ferrières              | 240              | 54210      | 54192     |
| Flavigny-sur-Moselle   | 1 636            | 54630      | 54196     |
| Lupcourt               | 278              | 54210      | 54330     |
| Manoncourt-en-Vermois  | 248              | 54210      | 54345     |
| Richardménil           | 2 889            | 54630      | 54459     |
| Rosières-aux-Salines   | 2 839            | 54110      | 54462     |
| Saffais                | 95               | 54210      | 54468     |
| Saint-Nicolas-de-Port  | 7 505            | 54210      | 54483     |
| Tonnoy                 | 635              | 54210      | 54527     |
| Ville-en-Vermois       | 606              | 54210      | 54571     |